# Isaías Violante
Isaías Violante, né le 20 octobre 2003 à Veracruz au Mexique, est un footballeur mexicain qui évolue au poste d'ailier gauche au Club América.

## Biographie

### En club
Né à Veracruz au Mexique, Isaías Violante est formé au Deportivo Toluca. Il fait ses débuts en équipe première le 28 février 2016, lors d'un match de championnat contre UNAM Pumas, où son équipe s'incline (1-0 score final).
Violante marque son premier but en professionnel le 24 avril 2022 contre l'Atlas FC, en championnat. Il entre en jeu mais ne peut empêcher la défaite de son équipe malgré son but (2-4 score final).
Le 14 novembre 2024, Violante prolonge son contrat avec le Deportivo Toluca jusqu'en juin 2028.

### En sélection
En juin 2022, Violante est retenu pour participer au Championnat CONCACAF U-20 2022 avec l'équipe du Mexique des moins de 20 ans.
Avec l'équipe du Mexique des moins de 23 ans il joue au total trois matchs en 2023 et 2024.